# Orphnaeus brevilabiatus
Orphnaeus brevilabiatus is een duizendpotensoort uit de familie van de Oryidae. De wetenschappelijke naam van de soort is voor het eerst geldig gepubliceerd in 1845 door Newport.